# Ruse (Film)
Ruse (internationaler Titel: Finte) ist ein indischer Kurzfilm unter der Regie von Rhea Shukla aus dem Jahr 2025. Der Film feierte am 19. Februar 2025 auf der Berlinale seine Weltpremiere in der Sektion Berlinale Generation Kplus.

## Handlung
Drei Mädchen im Teenageralter treffen sich an einem regnerischen Nachmittag. Es entwickelt sich ein Tanz, dessen Bewegungen zwischen Unschuld und Erkenntnis liegen und der eine eigene Dynamik entfaltet.

## Produktion

### Filmstab
Regie führte Rhea Shukla
Casting Romil Modi
Ausführender Produzent Aastha Khanna Bhardwaj
Produzent Aanchal Pugalia.

### Dreharbeiten und Veröffentlichung
Der Film feierte im Februar 2025 auf der Berlinale seine Weltpremiere in der Sektion Berlinale Generation Kplus.

## Auszeichnungen und Nominierungen
- 2025: Internationale Filmfestspiele Berlin